# Sri Lankas Billie Jean King Cup-lag
 Sri Lankas Billie Jean King Cup-lag representerar Sri Lanka i tennisturneringen Billie Jean King Cup, och kontrolleras av Sri Lankas tennisförbund. 

## Historik
Sri Lanka deltog första gången 1990. 2007 var det tänkt att Sri Lanka skulle spela i Asien-Oceanienzonens Grupp II i Christchurch, men drog sig liksom Syrien ur på grund av terroristhot. 2008 deltog laget för första gången sedan 2001. laget placerades i Asien-Oceanienzonens Grupp III 2009, men deltog inte.

### Fotnoter
1. ↑  Jayawardhana, Walter (30 december 2010). ”Sri Lankan tennis players forced to withdraw due to terrorist threat - New Zealand”. MOD News. Ministry of Defence - Democratic Socialist Republic of Sri Lanka. Arkiverad från originalet den 2 juni 2011. https://web.archive.org/web/20110602051035/http://www.defence.lk/new.asp?fname=20070413_08. Läst 3 juni 2011.
2. ↑  ”Sri Lankan team in high spirits”. The Sunday Leader - Volume 14 No. 32 - Sports. Leader Publications. 27 januari 2008. Arkiverad från originalet den 28 november 2011. https://web.archive.org/web/20111128020102/http://www.thesundayleader.lk/archive/20080127/sports.htm. Läst 3 juni 2011.
3. ↑  ”Perth to host Fed Cup tennis”. Perth Now. The Sunday Times. 1 oktober 2008. Arkiverad från originalet den 14 november 2011. https://web.archive.org/web/20111114201244/http://www.perthnow.com.au/sport/tennis/fed-cup-tennis-coming-to-perth/story-e6frg273-1111117647288. Läst 3 juni 2011.